# 국도 제37호선 (이란)
국도 제37호선({Road 37, 페르시아어: جاده 37)은 카즈빈주 타케스탄에서 후제스탄주 호람샤르까지 연결하는 이란의 일반 국도로, 총 연장은 942 km이다. 다만, 해당 국도는 아바즈 - 테헤란 간선도로의 일부를 이루고 있다. 주요 경유 도시로는 하마단, 보루저디, 호라마바드, 안디메슈크, 호람샤르 등이 있다. 또한 아시안 하이웨이 2호선과 아시안 하이웨이 8호선의 일부를 이룬다.